# سانتياغو مارتينيز دلغادو
سانتياغو مارتينيز دلغادو (بالإسبانية: Santiago Martínez Delgado)‏ (و. 1906 – 1954 م) هو نَحّات، ورسام من كولومبيا . ولد في بوغوتا .
توفي في كولومبيا .

## التعليم
تعلم في School of the Art Institute of Chicago.